# Prvenstvo Kraljevine Jugoslavije u vaterpolu 1938.
Vaterpolsko prvenstvo Kraljevine Jugoslavije za 1938. godinu je osvojila Viktorija iz Sušaka (današnje Primorje).

## Završnica prvenstva
Završnica vaterpolskog prvenstva Kraljevine Jugoslavije je održana 23. i 24. srpnja 1938. u Ljubljani na bazenima Ilirije u sklopu državnog prvenstva u plivanju i vaterpolu. 

Iz natjecanja je bio suspendiran dubrovački Jug (trinaest puta uzastopni prvak Kraljevine SHS / Jugoslavije) te su se u vaterpolskom prvenstvu natjecale samo dvije momčadi Viktorija iz Sušaka i ljubljanska Ilirija.

## Rezultat
| 24. srpnja 1938. |  | Viktorija Sušak |  | - |  | Ilirija Ljubljana |  | 7:5 |  |

## Poveznice
- Jugoslavenska vaterpolska prvenstva